# Özgü Kaya
Özgü Kaya (* 5. Februar 1996 in Istanbul) ist eine türkische Schauspielerin.

## Leben und Karriere
Kaya wurde am 5. Februar 1996 in Istanbul geboren. Ihr Debüt gab sie 2017 in der Fernsehserie Adı Efsane. Danach spielte sie 2018 in Mehmetçik Kut'ül Amare die Hauptrolle. 
Ihre nächste Hauptrolle brkam sie 2019 in Kimse Bilmez. Außerdem wurde sie für die Serie Ex Aşkım gecastet. Seit 2022 ist Kaya in Üç Kız Kardeş zu sehen.

## Filmografie
Serien
- 2017: Adı Efsane
- 2018–2019: Mehmetçik Kut'ül Amare
- 2019: Kimse Bilmez
- 2021: Ex Aşkım
- seit 2022: Üç Kız Kardeş